# Lista de prêmios e indicações recebidos por Meghan Trainor
Meghan Trainor é uma cantora, compositora e produtora estadunidense. Com amor, autoaceitação e confiança entre os principais temas abordados em seu primeiro álbum de estúdio, "Title", Meghan conquistou fama com o hit "All About That Bass" em 2014. Como consequência do crescente sucesso, veio o reconhecimento: Trainor deu continuidade à carreira e começou a ganhar seus primeiros prêmios, como o de "Álbum Favorito" no People's Choice Awards, 2 Billboard Music Awards, "Chart Topper" no Billboard Women in Music e o Grammy Award para Best New Artist.

## ASCAP Pop Music Awards
| Ano  | Recipiente              | Categoria              | Resultado |
| ---- | ----------------------- | ---------------------- | --------- |
| 2015 | All About That Bass     | Canção Mais Tocada     | Venceu    |
| 2016 | Lips Are Movin          | Canção Mais Tocada     | Venceu    |
| 2016 | Like I'm Gonna Lose You | Canção Mais Tocada     | Venceu    |
| 2017 | Meghan Trainor          | Prêmio ASCAP Vanguarda | Venceu    |

## American Music Awards
| Ano  | Recipiente                                  | Categoria                             | Resultado |
| ---- | ------------------------------------------- | ------------------------------------- | --------- |
| 2014 | Ela mesma                                   | Artista Revelação                     | Indicado  |
| 2015 | Ela mesma                                   | Artista Do Ano                        | Indicado  |
| 2015 | Ela mesma                                   | Artista Feminina Favorita de Pop/Rock | Indicado  |
| 2015 | Ela mesma                                   | Artista Adulto/Contemporâneo Favorito | Indicado  |
| 2016 | Ela mesma                                   | Artista Adulto/Contemporâneo Favorito | Indicado  |
| 2016 | "Like I'm Gonna Lose You (com John Legend)" | Colaboração do Ano                    | Indicado  |

## Billboard Music Awards
| Ano  | Recipiente          | Categoria                              | Resultado |
| ---- | ------------------- | -------------------------------------- | --------- |
| 2015 | Ela mesma           | Top Artista Novo                       | Indicado  |
| 2015 | Ela mesma           | Top Artista Feminina                   | Indicado  |
| 2015 | Ela mesma           | Top Artista da Hot 100                 | Indicado  |
| 2015 | Ela mesma           | Top Artista de Canções Digitais        | Indicado  |
| 2015 | Ela mesma           | Top Artista de Streaming               | Indicado  |
| 2015 | Ela mesma           | Prêmio Especial Por Conquista em Chart | Indicado  |
| 2015 | All About That Bass | Top Canção da Hot 100                  | Venceu    |
| 2015 | All About That Bass | Top Canção Digital                     | Venceu    |
| 2015 | All About That Bass | Top Canção de Streaming                | Indicado  |

## Billboard Women In Music
| Ano  | Recipiente | Categoria    | Resultado |
| ---- | ---------- | ------------ | --------- |
| 2016 | Ela mesma  | Chart Topper | Venceu    |

## Grammy Awards
| Ano  | Recipiente          | Categoria           | Resultado |
| ---- | ------------------- | ------------------- | --------- |
| 2015 | All About That Bass | Gravação do Ano     | Indicado  |
| 2015 | All About That Bass | Canção do Ano       | Indicado  |
| 2016 | Ela mesma           | Melhor Artista Novo | Venceu    |

## Radio Disney Music Awards
| Ano  | Recipiente              | Categoria                       | Resultado |
| ---- | ----------------------- | ------------------------------- | --------- |
| 2015 | All About That Bass     | Melhor Música Para Dançar       | Indicado  |
| 2015 | All About That Bass     | Canção do Ano                   | Indicado  |
| 2015 | Ela mesma               | Melhor Artista Feminina         | Indicado  |
| 2016 | Ela mesma               | Melhor Artista Feminina         | Indicado  |
| 2016 | Better When I'm Dancing | Melhor Música Que Te Faz Sorrir | Venceu    |
| 2018 | Ela mesma               | Melhor Artista                  | Pendente  |
| 2018 | Megatronz               | Melhores Fãs                    | Pendente  |
| 2018 | No Excuses              | Melhor Música Que Te Faz Sorrir | Pendente  |

## People's Choice Awards
| Ano  | Recipiente          | Categoria                  | Resultado |
| ---- | ------------------- | -------------------------- | --------- |
| 2015 | All About That Bass | Música Favorita            | Indicado  |
| 2015 | Ela mesma           | Artista Revelação Favorito | Indicado  |
| 2016 | Title               | Álbum Favorito             | Venceu    |
| 2017 | "No"                | Música Favorita            | Indicado  |